# Lijst van voetbalinterlands India - Noord-Korea
Deze lijst van voetbalinterlands is een overzicht van alle officiële voetbalinterlands tussen de nationale teams van India en Noord-Korea. De landen hebben tot nu toe acht keer tegen elkaar gespeeld. De eerste ontmoeting, een wedstrijd tijdens de Aziatische Spelen, werd gespeeld in Teheran (Iran) op 5 september 1974. Het laatste duel, een vriendschappelijke wedstrijd, werd gespeeld op 13 juli 2019 in Ahmedabad.

## Wedstrijden
| № | Plaats    | Datum            | Competitie                 | Wedstrijd           | Uitslag |
| - | --------- | ---------------- | -------------------------- | ------------------- | ------- |
| 1 | Teheran   | 5 september 1974 | Aziatische Spelen 1974     | Noord-Korea − India | 4 − 1   |
| 2 | Bangkok   | 18 december 1978 | Aziatische Spelen 1978     | Noord-Korea − India | 3 − 1   |
| 3 | Bangkok   | 12 november 1981 | Vriendschappelijk          | India − Noord-Korea | 1 − 1   |
| 4 | Bangkok   | 11 december 1998 | Aziatische Spelen 1998     | India − Noord-Korea | 0 − 2   |
| 5 | Pyongyang | 24 maart 2003    | Azië Cup 2004 kwalificatie | Noord-Korea − India | 2 − 0   |
| 6 | Margao    | 30 maart 2003    | Azië Cup 2004 kwalificatie | India − Noord-Korea | 1 − 1   |
| 7 | Kathmandu | 13 maart 2012    | AFC Challenge Cup 2012     | Noord-Korea − India | 4 − 0   |
| 8 | Ahmedabad | 13 juli 2019     | Vriendschappelijk          | India − Noord-Korea | 2 − 5   |

## Samenvatting
| Competitie            | Totaal gespeeld | Winst India | Gelijk | Winst Noord-Korea | Doelsaldo India – Noord-Korea |
| --------------------- | --------------- | ----------- | ------ | ----------------- | ----------------------------- |
| Azië Cup-kwalificatie | 2               | 0           | 1      | 1                 | 1 − 3                         |
| AFC Challenge Cup     | 1               | 0           | 0      | 1                 | 0 − 4                         |
| Aziatische Spelen     | 3               | 0           | 0      | 3                 | 2 − 9                         |
| Vriendschappelijk     | 2               | 0           | 1      | 1                 | 2 − 9                         |
| Totaal                | 8               | 0           | 2      | 6                 | 5 − 25                        |

AIFF · A-Internationals · Bondscoaches · Statistieken · Olympisch elftal · Indiaas vrouwenelftal · India U21 · India U20 · India U19 · India U18 · India U17
1930 – 1949 · 
1950 – 1959 · 
1960 – 1969 · 
1970 – 1979 · 
1980 – 1989 · 
1990 – 1999 · 
2000 – 2009 · 
2010 – 2019 ·
2020 − 2029
Afghanistan ·
Argentinië ·
Australië ·
Azerbeidzjan · 
Bahrein ·
Bangladesh ·
Bhutan ·
Brunei ·
Cambodja ·
China ·
Curaçao ·
Fiji ·
Filipijnen ·
Finland ·
Ghana ·
Guam ·
Guyana ·
Hongarije ·
Hongkong ·
IJsland ·
Indonesië ·
Irak ·
Iran ·
Israël ·
Jamaica ·
Japan ·
Jemen ·
Jordanië ·
Kameroen ·
Kenia ·
Kirgizië ·
Koeweit ·
Laos ·
Libanon ·
Macau ·
Malediven ·
Maleisië ·
Marokko ·
Mauritius ·
Mongolië ·
Myanmar ·
Namibië ·
Nepal ·
Nieuw-Zeeland ·
Noord-Korea ·
Oezbekistan ·
Oman ·
Pakistan ·
Palestina ·
Peru ·
Polen ·
Puerto Rico ·
Qatar ·
Saint Kitts en Nevis ·
Saoedi-Arabië ·
Singapore ·
Sovjet-Unie ·
Sri Lanka ·
Suriname ·
Syrië ·
Tadzjikistan ·
Taiwan ·
Thailand ·
Trinidad en Tobago ·
Turkmenistan ·
Uruguay ·
Vanuatu ·
Verenigde Arabische Emiraten ·
Vietnam ·
Wit-Rusland ·
Zambia ·
Zuid-Korea ·
Zuid-Vietnam
DPR Korean Football Association · A-internationals · Selecties · Bondscoaches · Noord-Koreaans vrouwenelftal · Noord-Korea U21 · Noord-Korea U20 · Noord-Korea U19 · Noord-Korea U18 · Noord-Korea U17
1959 – 1969 · 
1970 – 1979 · 
1980 – 1989 · 
1990 – 1999 · 
2000 – 2009 · 
2010 – 2019
AC 1980 ·
AC 1992 ·
AC 2011 ·
AC 2015
WK 1966 ·
WK 2010
OS 1964 ·
OS 1976
1959 ·
1960 ·
1961–1964 · 
1965 ·
1966 ·
1967–1972 · 
1973 ·
1974 ·
1975 ·
1976 ·
1977 · 
1978 ·
1979 ·
1980 ·
1981 ·
1982 ·
1983–1984 · 
1985 ·
1986 ·
1987 · 
1988 ·
1989 ·
1990 ·
1991 ·
1992 ·
1993 ·
1994–1997 · 
1998 ·
1999 ·
2000 ·
2001 ·
2002 ·
2003 ·
2004 ·
2005 ·
2006 · 
2007 ·
2008 ·
2009 ·
2010 ·
2011 ·
2012 ·
2013 ·
2014 ·
2015 ·
2016 ·
2017
Afghanistan ·
Australië · 
Bahrein · 
Bangladesh · 
Bolivia · 
Brazilië · 
Bulgarije ·
Burkina Faso ·
Cambodja · 
Canada · 
Chili · 
China · 
Congo-Brazzaville · 
Egypte · 
Filipijnen · 
Finland · 
Griekenland · 
Guam · 
Guinee ·
Hongkong · 
India · 
Indonesië · 
Irak · 
Iran · 
Italië · 
Ivoorkust · 
Japan · 
Jemen · 
Jordanië · 
Kazachstan · 
Kirgizië · 
Koeweit · 
Letland · 
Libanon · 
Macau · 
Maleisië · 
Mali · 
Mexico · 
Mongolië · 
Myanmar · 
Nepal · 
Nigeria · 
Noorwegen · 
Oezbekistan · 
Oman · 
Pakistan ·
Palestina · 
Paraguay ·
Polen · 
Portugal · 
Qatar · 
Saoedi-Arabië · 
Singapore · 
Sovjet-Unie · 
Sri Lanka · 
Syrië · 
Tadzjikistan · 
Taiwan · 
Thailand · 
Turkmenistan · 
Venezuela · 
Verenigde Arabische Emiraten · 
Verenigde Staten · 
Vietnam · 
Zambia · 
Zuid-Afrika · 
Zuid-Korea · 
Zweden
Ivoorkust (2010) ·